# Palácio Coburgo
O Palácio Coburgo, também conhecido como Palácio Saxe-Coburgo, é uma construção localizada em Viena, Áustria. Foi propriedade do ramo católico de Koháry, da Casa de Saxe-Coburgo-Gota.